# Frata
Frata (veraltet Frata Ungurească; ungarisch Magyarfráta) ist eine Gemeinde im Kreis Cluj, in der Region Siebenbürgen in Rumänien.

## Geographische Lage

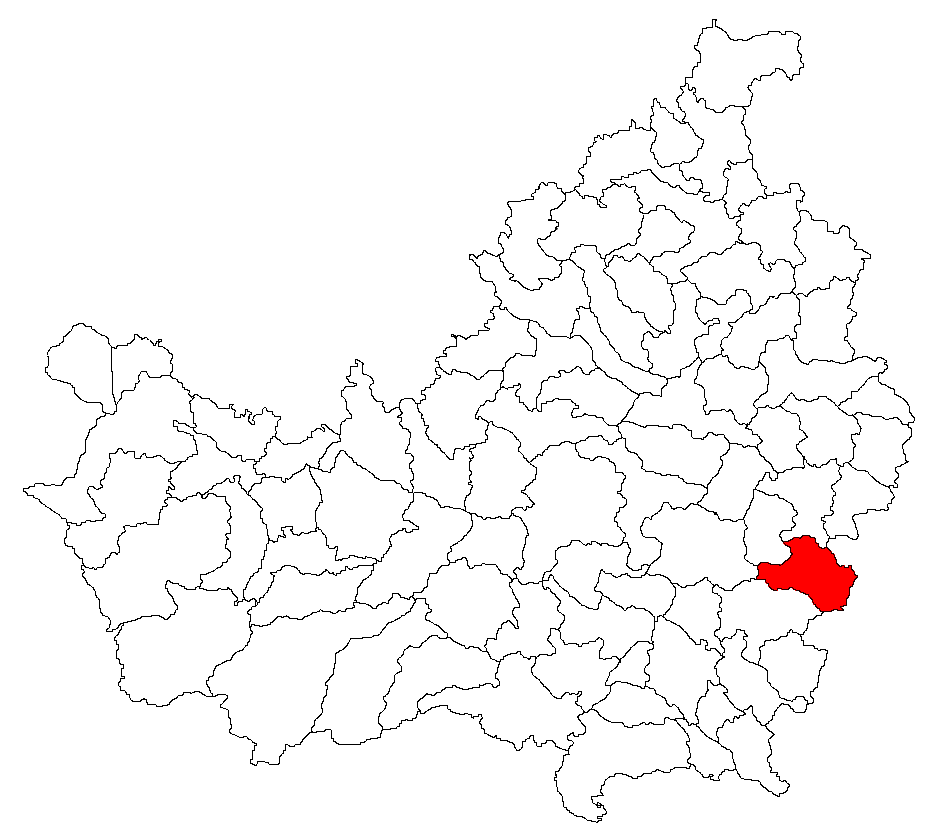
Lage der Gemeinde Frata im Kreis Cluj

Die Gemeinde Frata liegt im Westen des Siebenbürgischen Beckens östlich von dem 526 m hohen Berg Țigla Frata. Am Bach Valea Morii und an der Kreisstraße (Drum județean) DJ 150 befindet sich das Gemeindezentrum etwa 28 Kilometer nördlich von der Stadt Câmpia Turzii (Jerischmarkt) und etwa 55 Kilometer östlich von der Kreishauptstadt Cluj-Napoca (Klausenburg) entfernt.
Von den etwa 60 Kilometer Straßen zwischen den eingemeindeten Dörfern der Gemeinde sind weniger als vier Kilometer asphaltiert.

## Geschichte
Der Ort Frata wurde nach unterschiedlichen Angaben erstmals 1241 oder 1293 urkundlich erwähnt. Im Mittelalter wurde Der Ort von rumänischer und ungarischer Bevölkerung bewohnt. Eine Besiedlung der Gemeinde Frata deutet bei Măzăriște auf dem Areal der eingemeindeten Dorfes Soporu de Câmpie (ung. Mezőszopor) bis in die Bronzezeit zurück.
Im Königreich Ungarn gehörte die heutige Gemeinde dem Stuhlbezirk Mocs im Komitat Klausenburg und Marosludas im Komitat Torda-Aranyos, anschließend den historischen Kreisen Cluj und Turda und ab 1950 dem heutigen Kreis Cluj an.

## Bevölkerung
| 1880 | 2.619 | 2.202 | 213 | 19 | 185            |
| 1920 | 3.989 | 3.476 | 414 | –  | 99             |
| 1966 | 6.506 | 5.890 | 336 | –  | 280            |
| 2002 | 4.382 | 3.834 | 186 | 1  | 361            |
| 2011 | 4.242 | 3.430 | 149 | –  | 663            |
| 2021 | 3.791 | 3.288 | 106 | 2  | 395 (213 Roma) |

Seit 1880 wurde auf dem Gebiet der heutigen Gemeinde die höchste Einwohnerzahl und gleichzeitig die der Rumänen 1966 ermittelt. Die höchste Bevölkerungszahl der Magyaren (562) wurde 1900, die der Roma (492) 2011 und die der Rumäniendeutschen (34) wurde 1900 registriert.

## Sehenswürdigkeiten
- Im eingemeindeten Dorf Berchieșu (ung. Berkényes) die orthodoxe Holzkirche Sf. Arhangheli Mihail și Gavriil, 1747 errichtet, steht unter Denkmalschutz.[7]
- Im Gemeindezentrum die griechisch-katholische Holzkirche Pogorârea Sf. Duh, 1827 errichtet, steht unter Denkmalschutz,[7] und die reformierte Kirche 1842 errichtet.[8]
- Im eingemeindeten Dorf Soporu de Câmpie das Kloster Sf. Treime 1994 errichtet.[9]

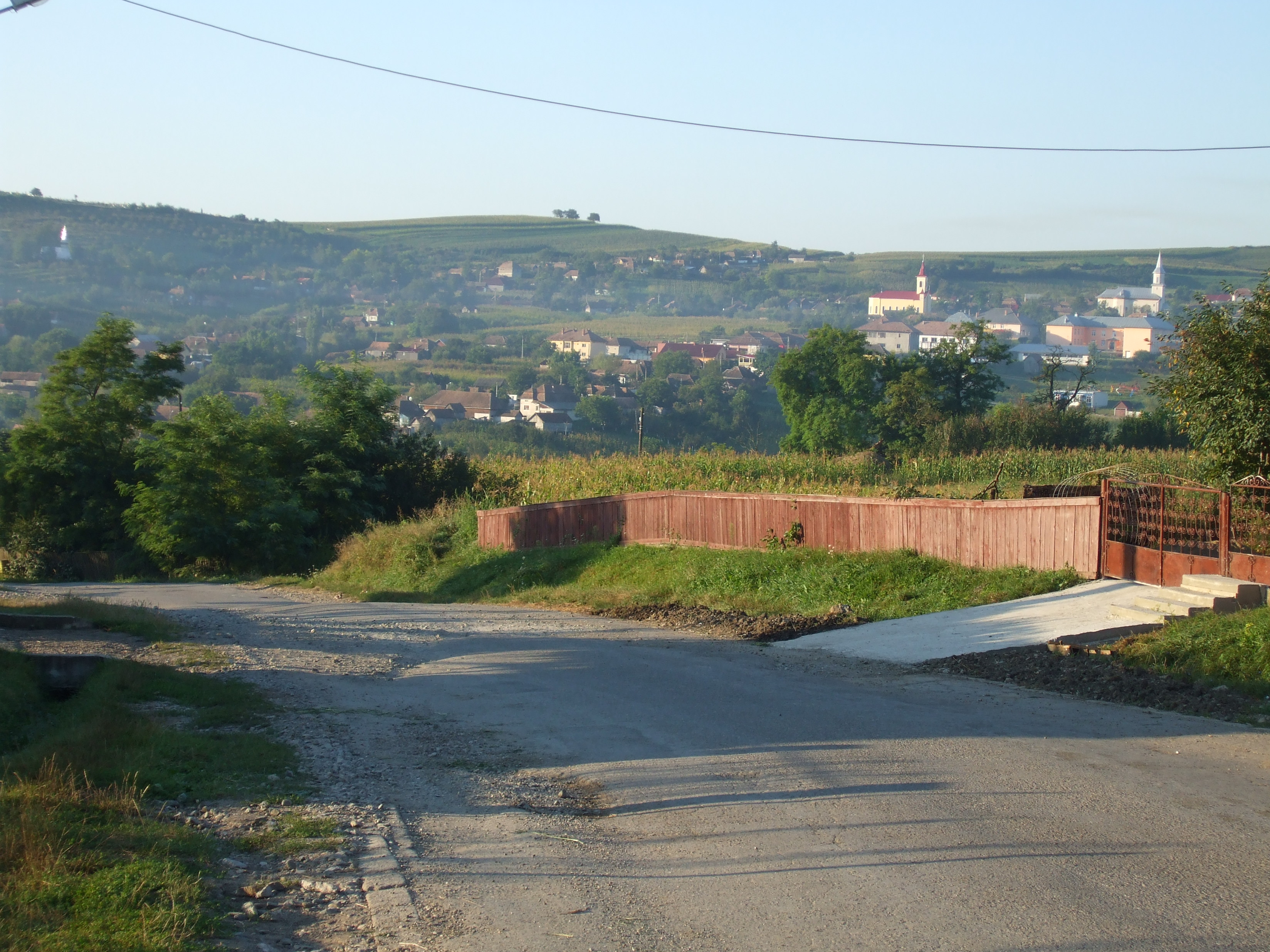
Blick auf Frata
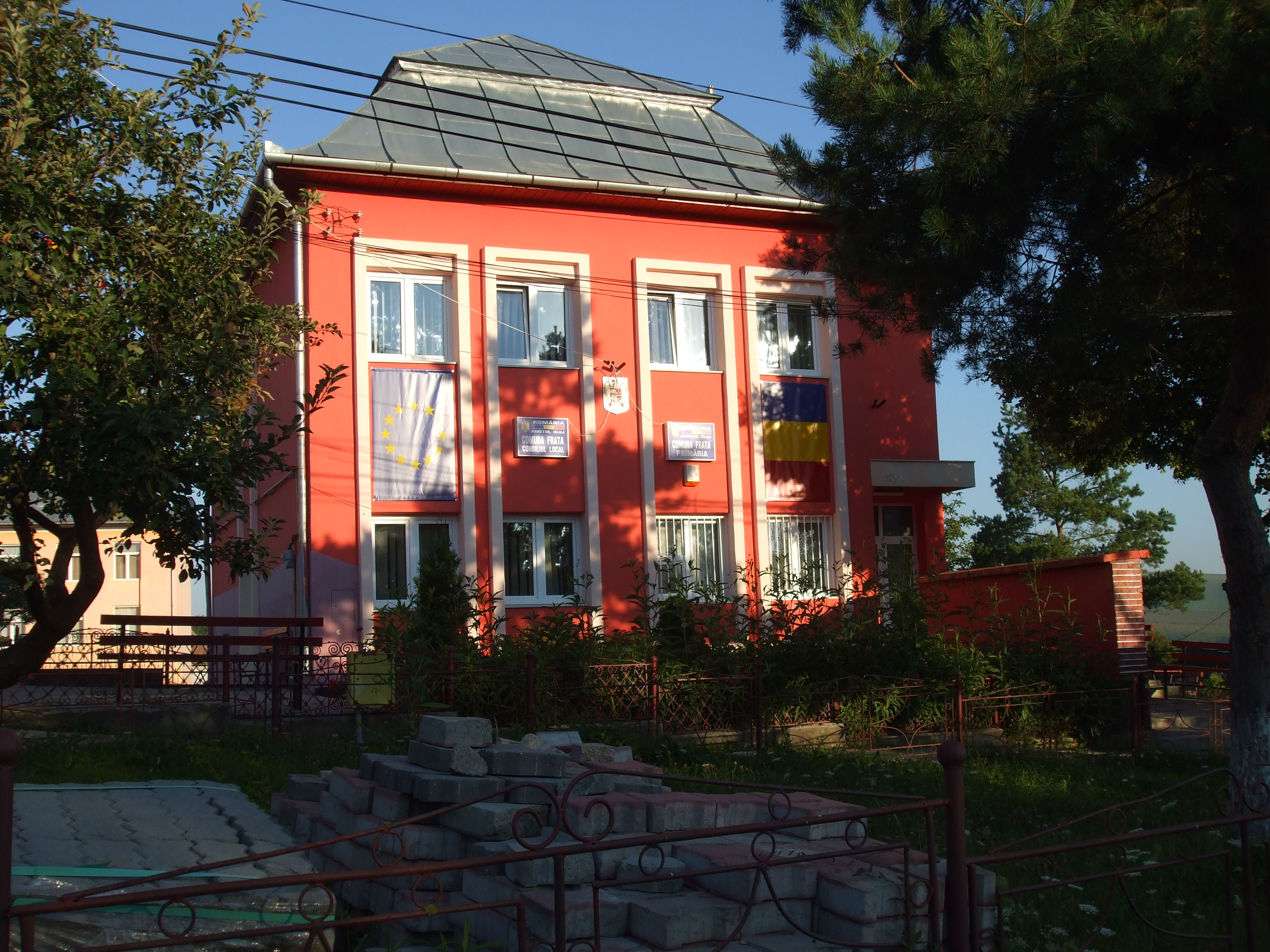
Rathaus in Frata
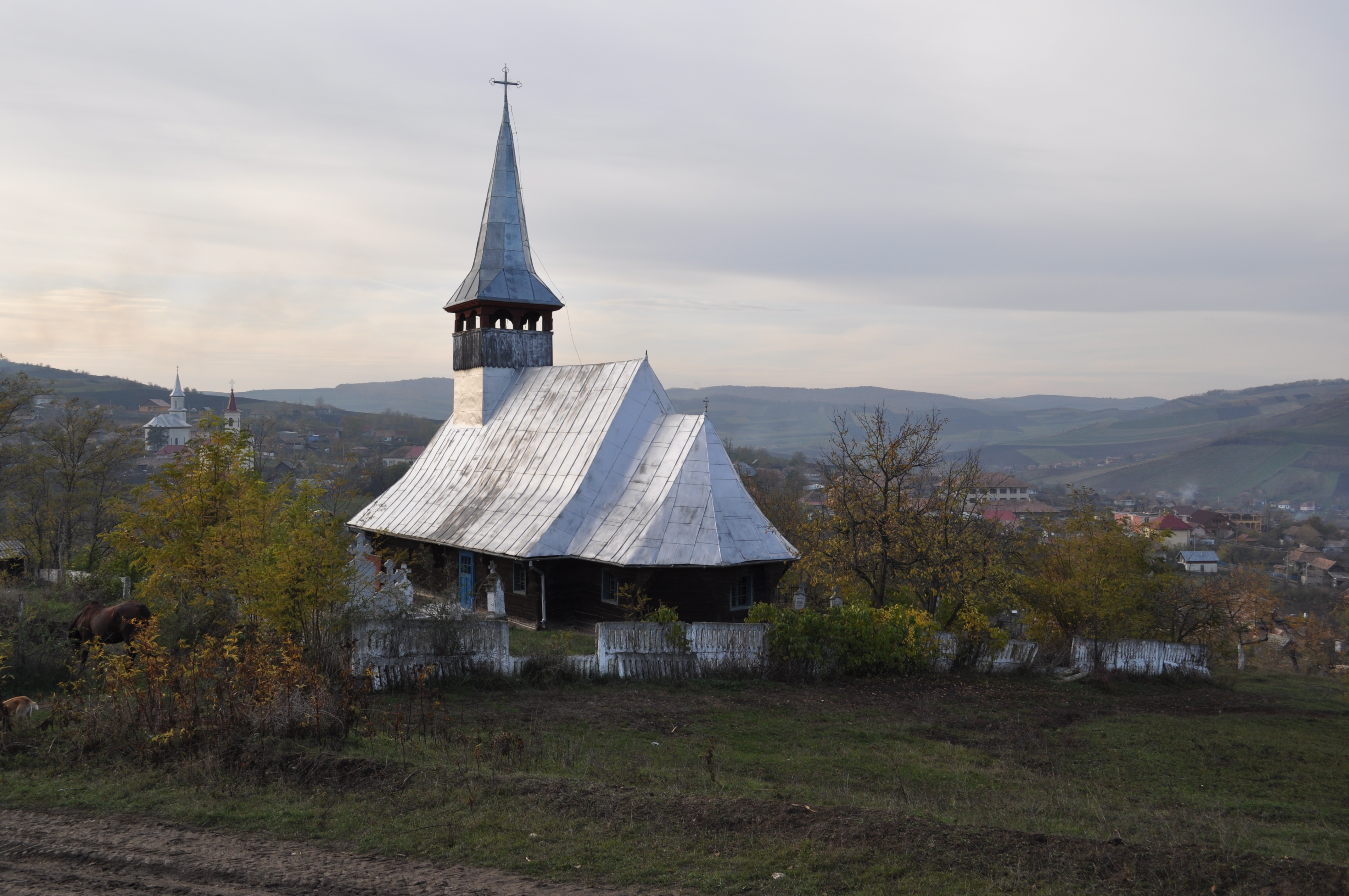
Holzkirche in Frata
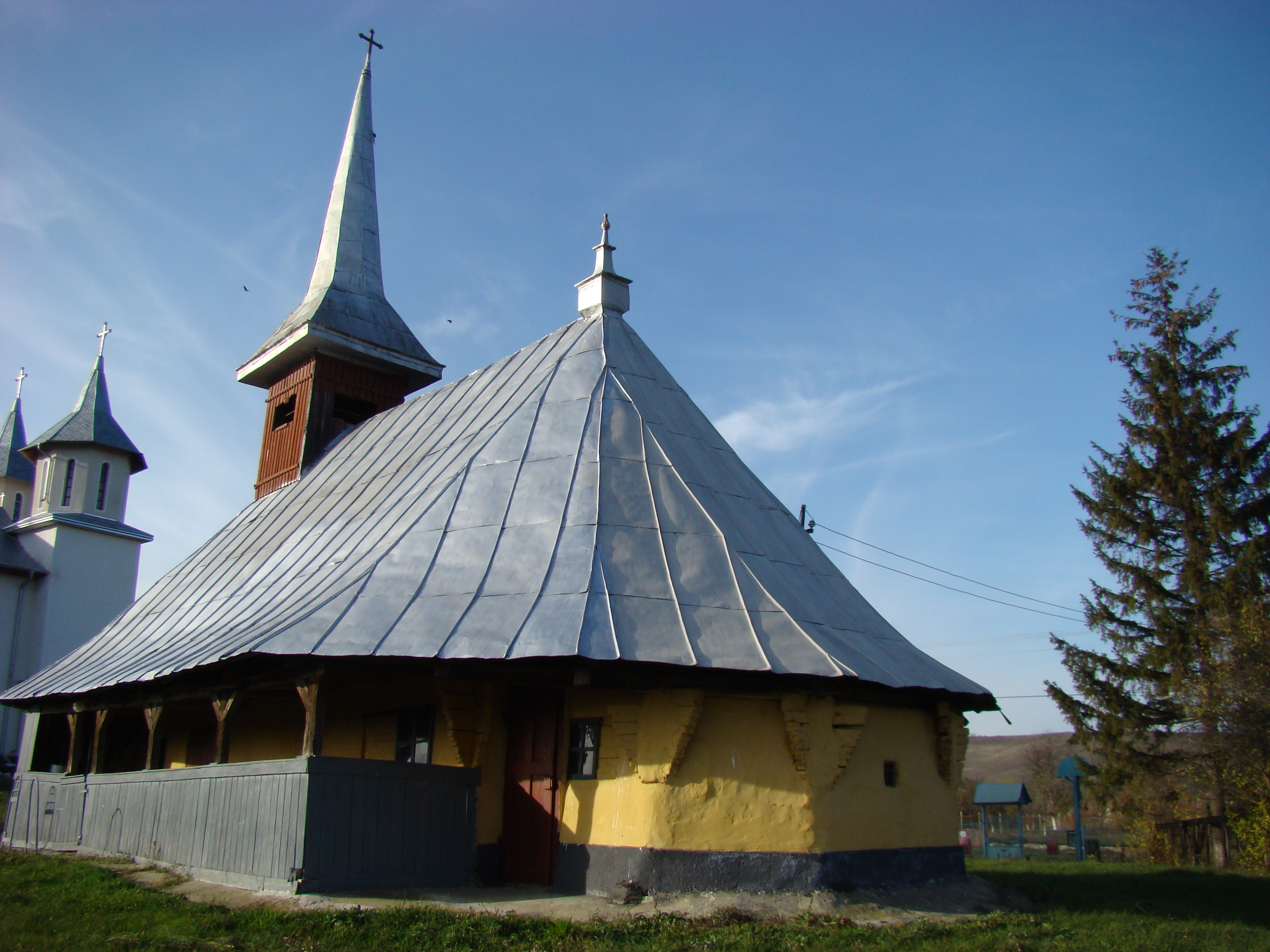
Holzkirche in Berchieșu
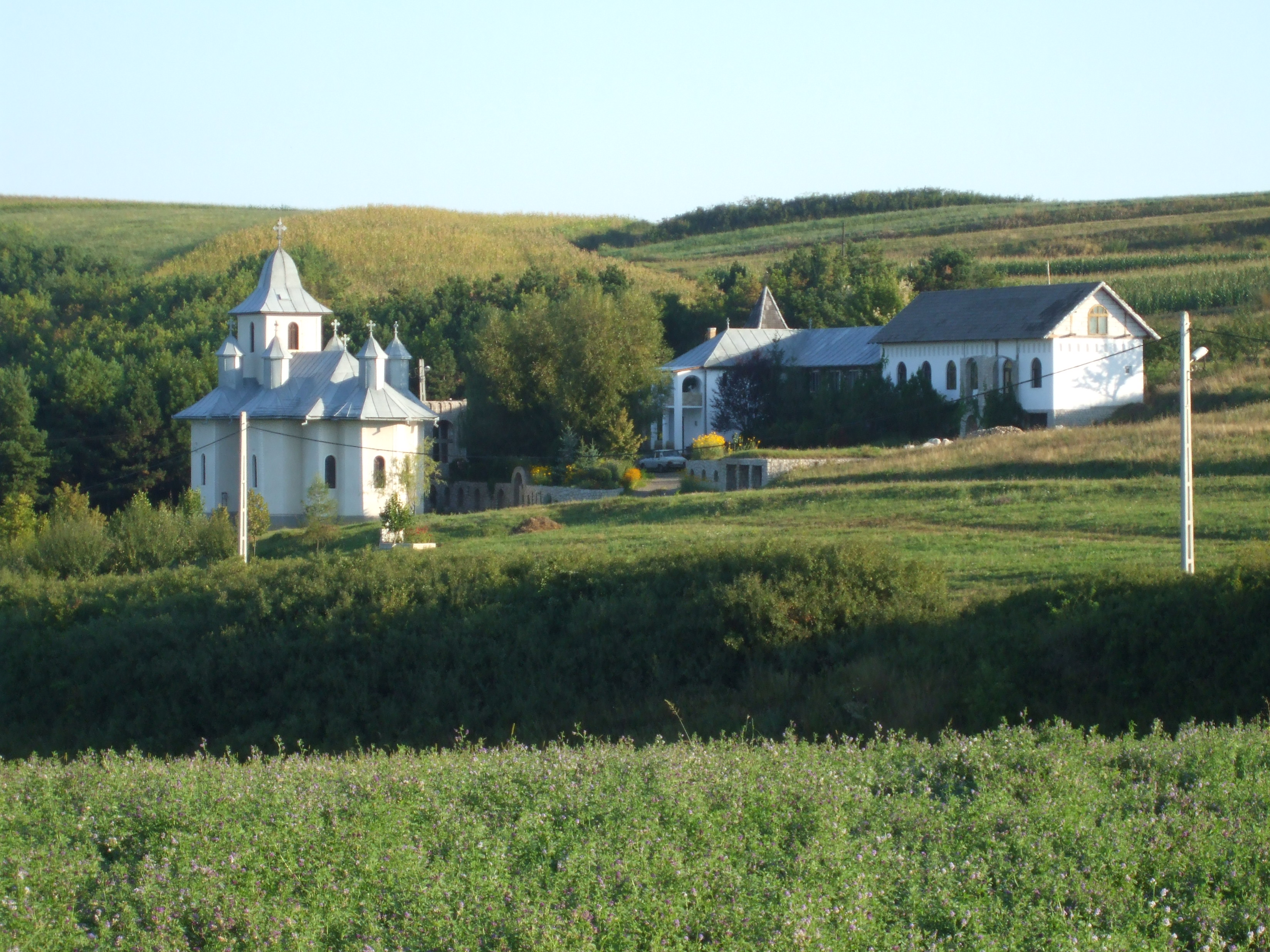
Kloster in Soporu de Câmpie

## Persönlichkeiten
- Ioan Ploscaru (1911–1998), griechisch-katholischer Bischof im Bistum Lugoj, wirkte auch als Geheimbischof im Untergrund